# Chambre de commerce d'industrie et de services au Maroc
 (novembre 2019).
Pour les articles homonymes, voir Chambre et CCI.
Pour un article plus général, voir Chambre de commerce.
Les chambres de commerce d'industrie et de Services  (CCIS) sont, au Maroc comme dans d'autres pays, des organismes chargés de représenter les intérêts des entreprises commerciales, industrielles et de services dans leurs circonscription et de leur apporter certains services.
Ce sont des établissements publics, leur organisation actuelle a été fixée par le Dahir portant loi n° 1-77-42 du 7 Safar 1397 (28 janvier 1977) formant statut des Chambres de commerce d'industrie et de services, comme il a été promulgué.

## Historique

### Sous le Protectorat
- Le 19 juin 1913, la création de la première Chambre de Commerce, d'Industrie et d'Agriculture française à Casablanca et Rabat sous protectorat français.
- Le 29 juin 1914, la création des Chambres de Commerce, d'Industrie et d'Agriculture de Marrakech et d'Eljadida.
- Le Dahir du 20 janvier 1919 a créé, à l'intérieur des chambres de Casablanca, Rabat, Marrakech et Eljadida, des annexes pour les Marocains ayant pour objectif la défense des intérêts des ressortissants marocains.
- Le Dahir du 20 décembre 1939 a reconnu à ces chambres le caractère d'établissement public à l'instar des chambres de commerce et d'industrie françaises.
- Le Dahir du 13 octobre 1947 a transformé ces annexes en chambres marocaines consultatives. À cet effet, ont été Créées des chambres de Commerce et d'Industrie, des chambres d'Agriculture et des chambres mixtes : Chambres d'Agriculture à Casablanca, Fès, Marrakech, Oujda, Rabat, Ouarzazate Chambres de Commerce et d'Industrie à Casablanca, Fès, Marrakech, Meknès, Oujda, Rabat, Kénitra et Taza.Chambres mixtes à Agadir, El Jadida, Safi et Essaouira.En 1947, la création de  la chambre marocaine de Commerce à Tanger à l'initiative d'un nombre de commerçants nationalistes.

### Après l'indépendance
- Le 16 janvier 1958 promulgation du Dahir portant statut des chambres de Commerce et de l'Industrie.
- En mars 1956, la création de l'Union Marocaine du Commerce et de l'Artisanat.
- En 1961, promulgation du dahir qui dissout d'une façon définitive les chambres françaises de commerce.
- En 1992, la création de la 26e chambre à El Mohammadia.
- En 1999  la 27e et 28e à Laâyoune et Oued Eddahab.

## Liens web des CCIS au Maroc
- La chambre de Commerce,d'Industrie et de Services de la Région de Laayoune sakia El Hamra
- Fédération des chambres marocaines de commerce, d'industrie et de Services
- La chambre de commerce d'industrie et de Services d'Oujda
- La chambre de Commerce,d'Industrie et de Services de Meknes
- La Chambre de Commerce d'Industrie et de Services de Tanger - Tétouan - El Hoceima
- La Chambre de Commerce d'Industrie et de Services de khouribga
- La chambre de Commerce,d'Industrie et de Services de Rabat
- La chambre de Commerce,d'Industrie et de Services de Casablanca
- La chambre de Commerce,d'Industrie et de Services de Fès